# Сунифред (мятежник)

Вестготское королевство в 586—711 годах

Сунифред (Суниефред или Сениофред; лат. Suniefredus; умер не ранее 693) — знатный вестгот, возглавлявший мятеж против правившего в 687—702 годах короля Эгики.

## Биография

### Свидетельства средневековых источников
Согласно известным в настоящее время раннесредневековым историческим источникам, Сунифред был знатным вестготом, занимавшим важные должности при дворе короля Эрвига. В документах Тринадцатого Толедского собора 683 года он назывался «комитом-стольником и дуксом» (лат. «comes scanciarum et dux»), а также управляющим королевским имуществом (лат. «vir inluster officii palatini»).
Никаких других документов о Сунифреде не сохранилось. Однако в 1898 году было объявлено об обнаружении тремисса, в легенде которой упоминалось о короле вестготов, ранее не включавшемся в списки монархов раннесредневековой Испании. Первый исследователь этого артефакта А. Энгель датировал его 653 годом. Он же прочитал нанесённое на монете имя как «Кунифред» (лат. «Cuniefredus»), связывая эту персону с другим мятежником того времени, герцогом Фройей. Однако позднейшие исследования опровергли доводы А. Эгеля, позволив правильно прочесть надпись легенды: «Сунифред» («Suniefredus»). Так как никаких других знатных Сунифредов, кроме участника Тринадцатого Толедского собора, в Вестготском королевстве не было, общепринятым является мнение о тождестве этих персон. Также было установлено, что тремисс был изготовлен в столице государства, городе Толедо. На нём имеются традиционные для вестготских монет аббревиатуры: на аверсе — «R» (то есть «rex» или «король») и «DN» (то есть «dominus noster» или «великий господин»), на реверсе — «PIVS» (то есть «pius» или «благочестивый»). Сам же король изображён в каком-то треугольном головном уборе и с крестом в правой руке (возможно, одной из реликвий вестготских монархов — Lignum Crucis). Сходство монеты Сунифреда с другим нумизматическим материалом из Вестготского государства показывает, что она изготовлена при короле Эгике. Эти данные позволили медиевистам сделать вывод, что в конце VII века Сунифред обладал в столице Вестготского государства достаточной властью, чтобы провозгласить себя королём и дать повеление изготовлять монеты со своим именем. Таким образом, он должен был, по крайней мере, частью населения Вестготского королевства, считаться легитимным монархом.
На основании известных источников о правлении Эгики, делается вывод, что, скорее всего, Сунифред сохранил свои должности и при этом вестготском короле. Однако через какое-то время Сунифред возглавил ту часть придворных, которая была враждебна настроена к Эгике. В неё входили как светские персоны, так и клирики. Вероятно, они обладали значительным влиянием в Толедо, так как смогли составить так и не раскрытый до его начала заговор. Тем не менее, они не смогли осуществить свою главную цель: арестовать или убить Эгику, которому удалось покинуть столицу и укрыться в одной из оставшихся ему верных провинций Вестготского королевства. Власть же в Толедо перешла к мятежниками, глава которых Сунифред провозгласил себя королём и был даже помазан. Об этом свидетельствуют надпись и изображение на монете. Так как Сунифред смог организовать изготовление монет со своим именем, то мятежники должны были контролировать столицу, по крайней мере, несколько месяцев. Однако затем к Толедо подошло войско во главе с королём Эгикой, который возвратил себе власть над столицей. Возможно, это было осуществлено мирным путём, так как ни о каких военных действиях в связи с этим событием не сообщается. О судьбе Сунифреда после подавления Эгикой мятежа сведений не сохранилось.

### Современные исследования
Данные средневековых исторических источников не позволяют установить точную дату мятежа Сунифреда. Среди современных историков существуют две основные точки зрения: часть из них датирует это событие 692—693 годами, часть — приблизительно 700 годом. В зависимости от этого высказываются разные предположения о причинах и обстоятельствах этого восстания против Эгики.

#### Дата мятежа: 692—693 годы
По мнению сторонников более ранней датировки мятежа, взойдя на престол в 687 году, Эгика начал преследовать членов семьи своего предшественника Эрвига, виновного в низложении его дяди, короля Вамбы. Эгика делал это несмотря на то, что его жена Киксило была дочерью Эрвига. В том числе, преследованию подверглись королева и её мать Лиубиготона, которая была сослана в монастырь. Всё это, вопреки ранее данным Эгикой клятвам, было санкционировано сначала в мае 688 года Пятнадцатым Толедским собором, а затем в ноябре 691 года Третьим Сарагосским собором. Эти действия Эгики вызвали недовольство многих знатных вестготов, с уважением относившихся к Эрвигу. Среди таких персон был и влиятельный придворный Сунифред: возможно, он был обязан Эрвигу получением своих высоких должностей, а может даже был родственником короля.
Во второй половине 692 года против Эгики был составлен заговор во главе с Сунифредом. К заговорщикам примкнул и архиепископ Толедо Сисиберт, недовольный умалением его прав как примаса Испании. Более того, этот прелат даже стал одним из руководителей мятежа. Вероятно, среди врагов Эгики были и другие представители светской и церковной знати Вестготского государства.
Уже после восстания Эгика заявлял, что заговорщики намеревались убить его и наиболее приближённых к нему персон. Однако королю удалось избежать покушения: он бежал из Толедо и укрылся в сохранившейся ему верность Тарраконской провинции. Сунифред же был провозглашён новым королём и помазан толедским архиепископом Сисибертом.
Мятеж Сунифреда продлился до марта 693 года, когда Эгика собрал в Сарагосе войско и снова возвратил себе власть над Толедо. Возможно, сопротивление мятежников не было очень упорным. Предполагается, что не последнюю роль в неудаче мятежа сыграло отсутствие его поддержки ближайшими родственниками короля Эрвига: в том числе, его вдовой Лиубиготоной. О дальнейшей судьбе Сунифреда ничего не известно. Возможно, подобно собственности других участников восстания, его имущество было конфисковано и передано в распоряжение Эгики.
С 25 апреля по 2 мая 693 года по инициативе Эгики был проведён Шестнадцатый Толедский собор. На нём рассматривалось выдвинутое против архиепископа Сисиберта обвинение в государственной измене. Из соборных актов следует, что незадолго до синода один из представителей высшей вестготской знати попытался присвоить себе королевский титул. В документах собора упоминалось о санкционированных его участниками преследованиях сторонников узурпатора. Были ущемлены в правах и родственники Эрвига (например, его вдова Лиубиготона). Однако в том, что члены семьи Эрвига были замешаны в мятеже, современные историки сомневаются: возможно, Эгика использовал восстание как повод для полного отказа от взятых на себя при вступлении на престол ограничений. В подтверждение непричастности Лиубиготоны к мятежу указывается, что та также могла пострадать от действий заговорщиков. Участники Шестнадцатого Толедского собора лишили Сисиберта архиепископского сана, отлучили его от церкви без права причащаться до конца жизни (если только тот не получил бы прощения у Эгики) и конфисковали всю его собственность. Присутствовавший на сборных заседаниях Сисиберт полностью признал свою вину. На синоде новым главой Толедской архиепархии был избран Феликс Севильский, а его освободившуюся епархию поручили Фаустину Брагскому. Своих кафедр лишились и многие другие иерархи Вестготского королевства: по сравнению со списком участников Пятнадцатого Толедского собора состав Шестнадцатого Толедского собора изменился приблизительно на две трети.
Скорее всего, провозглашение Эгикой своего ещё несовершеннолетнего сына Витицы соправителем было осуществлено с целью обеспечить тому беспрепятственное восшествие на престол. Предполагается, что Эгика опасался повторения событий, подобных восстанию Сунифреда и Сисиберта, когда вестготская знать и духовенство оспорили несогласованную с ними передачу престола по наследству.

#### Дата мятежа: около 700 года
Противники отнесения восстания Сунифреда к 692—693 годах указывают, что на осудившем мятежников Шестнадцатом Толедском соборе из руководителей заговора против Эгики упоминался только архиепископ Сисиберт. По их мнению, участники синода вряд ли бы проигнорировали осуждение Сунифреда, тем более, что тот присвоил себе королевский титул.
Сторонники более поздней даты мятежа связывают это событие с содержащимся в «Мосрабской хронике» известием об отъезде Эгики из Толедо. В хрониках действия короля объясняются боязнью заболеть чумой, тогда бушевавшей в Вестготском государстве. Новым местом пребывания королевского двора стала Кордова, о чём сообщается в указе Эгики от 700 года. Возможно, сюда же из Галисии приехал и соправитель короля, его сын Витица. Сунифред, в этом случае, мог быть герцогом, управлявшим на время эпидемии от имени короля Толедо. Воспользовавшись отсутствием в столице Эгики, Сунифред поднял мятеж и провозгласил себя королём. В свою очередь, Эгика с целью получить поддержку вестготской знати издал указ о суровом наказании для беглых рабов и их пособников. Вероятно, восстание в столице было недолгим, и было подавлено в том же году.
Сунифреда ставят в один ряд с другими знатными вестготами, в конце правления Эгики и начале правления Витицы пострадавшими за свои намерения, реальные или мнимые, захватить престол: Теодофредом, Фавилой и Пелайо.
Возможно, помазание в королевский сан Витицы 15 или 24 ноября 700 года или было причиной восстания Сунифреда, или было следствием мятежа. Во втором случае, скорее всего, помазание ставило целью обеспечить легитимность восхождения сына Эгики на престол после смерти отца.

#### Другие версии
Высказывалось основанное на схожести изображений на монетах Сунифреда и Вамбы мнение, что восстание могло произойти при этом монархе. Однако это предположение не получило широкой поддержки среди историков.
Возможной датой восстания Сунифреда называют и 702 год, считая, что оно произошло незадолго до смерти Эгики. В этом случае, следствием мятежа было смягчение Витицей направленных против вестготской знати мер, практиковавшихся при его отце. Возможно, такое изменение королевской политики было оформлено законодательно на состоявшемся в 704 году Восемнадцатом Толедском соборе.
Согласно ещё одному предположению, Сунифред захватил власть в Толедо сразу же после смерти в конце 709 или 710 года короля Витицы. Однако не сумев справиться с мятежом другого претендента на престол, властвовавшего в Тарраконской и Нарбонской провинциях Агилы II, он был свергнут герцогом Бетики Родерихом.

## Комментарии
1. ↑  В работах современных историков эти термины часто передаются как «граф» (лат. comes) и «герцог» (лат. dux). Однако «перевод этих терминов весьма условный» и «очевидно, что dux VI в. значительно ближе к вождю, предводителю, чем к герцогу классического Средневековья»[1].
2. ↑  Не указывая точных дат, Д. Клауде относил восстание Сунифреда к «самому началу правления Эгики»[9]. В «Новой Кембриджской истории Средних веков» восстание Сунифреда и Сисиберта датируется 693—694 годами[15].
3. ↑  Так как монета с именем Сунифреда была обнаружена только в 1898 году, а никаких других сведений о нём, как о претенденте на вестготский престол, в средневековых источниках не сохранилось, все авторы более ранних работ считали только Сисиберта руководителем мятежа против короля Эгики[2]. Единственным известным руководителем восстания 692—693 годов считали Сисиберта и те, кто относил мятеж Сунифреда к другому времени[7][14][16][24][25].
4. ↑  В актах Шестнадцатого Толедского собора упоминаются несколько персон, связанных с событиями 692—693 годов: Флогелий, Теодемир, Лиува, Текла и королева Лиубиготона. Однако текст позволяет по-разному трактовать их роль. Часть историков считает, что эти персоны были теми самыми приближёнными Эгики, которых намеревались убить во время мятежа[2][3][12]. Другие же исследователи включают этих персон в число самих заговорщиков[5][11].
5. ↑  По различным данным, это произошло в 694 или 695 годах[14][26], или в 698 году[9][23].